# Daniel Tyler
Daniel Tyler (Brooklyn (Connecticut), 7 januari 1799 – New York, 30 november 1882) was een staalproducent, een voorzitter van een spoorwegmaatschappij en een brigadegeneraal voor het Noordelijke leger tijdens de Amerikaanse Burgeroorlog.

## Vroege jaren
Zijn vader en naamgenoot (1750 – 1832) was een veteraan van de Slag om Bunker Hill. In 1819 studeerde hij af aan de United States Military Academy. Hij werd een autoriteit op het vlak van de artillerie en werd aangesteld als inspecteur van de wapenleveranciers.
Tyler nam in mei 1834 ontslag uit het Amerikaanse leger. Hij verdiende daarna zijn sporen in de staalindustrie. Hij werd voorzitter van de Norwich and Worcester Railroad spoorweg en gedurende vijf jaar ook van de Macon and Western-spoorweg in Georgia. Later werd hij aangesteld als hoofdingenieur bij de Dauphin and Susquehanna-spoorweg en de Allentown-spoorweg. Hij is eveneens voorzitter geweest van de Schuylkill and Susquehanna-spoorweg.

## Diensttijd tijdens de Amerikaanse Burgeroorlog
Bij het begin van het conflict meldde Tyler zich aan als vrijwilliger om dienst te doen als veldadjudant van brigadegeneraal Robert Patterson in april 1861. Hij diende kort als kolonel bij de 1st Connecticut Infantry. Op 10 mei 1861 werd hij benoemd tot brigadegeneraal bij de Connecticut Militia. Hij kreeg het bevel over een divisie in het leger van brigadegeneraal Irvin McDowell die ingezet werd tijdens de Eerste Slag bij Bull Run. Op 11 augustus 1861 werd hij op non-actief gezet omdat hem deels de schuld in de schoenen geschoven werd voor de Noordelijke nederlaag. Op 13 maart 1862 maakte hij zijn rentree toen hij benoemd werd tot brigadegeneraal van de vrijwilligers.  Hij werd naar het westen gestuurd en kreeg een brigade van het Army of the Mississippi onder zich en nam deel aan het Beleg van Corinth.
Na de Slag bij Harpers Ferry op 15 september 1862 gaf Tylers divisie zich over aan de Zuidelijke luitenant-generaal Stonewall Jackson. De Noordelijke soldaten werden naar Camp Douglas gebracht waar ze wachtten op uitwisseling met Zuidelijke krijgsgevangenen. De achtduizend soldaten arriveerden op 28 september 1862. Tyler nam het bevel van het kamp op zich. De soldaten verbleven er twee maanden in zeer moeilijke omstandigheden. Op 20 november 1862 verloor hij het bevel over deze eenheid. In 1863 en 1864 kreeg hij de verantwoordelijkheid over districten in Baltimore, Harpers Ferry en Delaware.

## Latere jaren
Op 6 april 1864 nam Tyler ontslag uit het leger en verhuisde naar New Jersey. In de beginjaren van de jaren 1870 verhuisde hij naar Aniston in de staat Alabama. Hij stichtte daar een ijzergieterij en werd voorzitter van de Mobile and Montgomery Spoorweg. Met zijn fortuin kocht hij grote stukken land op in Guadalupe County in Texas.
Daniel Tyler overleed tijdens een bezoek aan New York op 30 november 1882. Hij werd begraven in Hillside Cemetery in Anniston (Alabama).
Tylers kleindochter was Edith Carow Roosevelt die huwde met Theodore Roosevelt, de latere president van de Verenigde Staten. Zijn neef Robert O. Tyler was een brigadegeneraal in het Noordelijke leger.